# Estação Acadie
A Estação Acadie é uma das estações do Metrô de Montreal, situada em Montreal, entre a Estação Outremont e a Estação Parc. Faz parte da Linha Azul.
Foi inaugurada em 28 de março de 1988. Localiza-se no cruzamento do Boulevard de l'Acadie com a Avenida Beaumont. Atende o distrito de Mont-Royal.